# Metalero

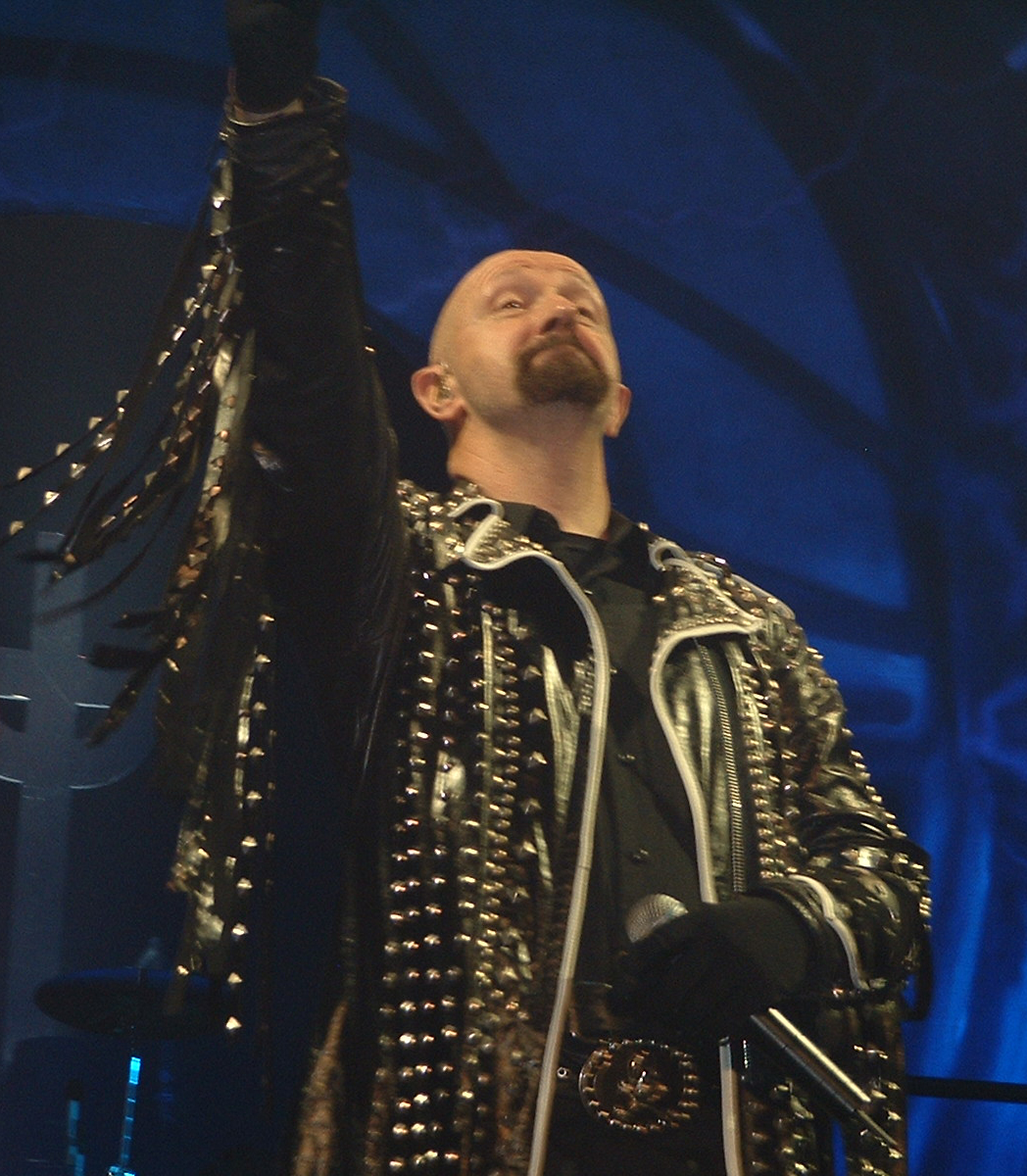
Rob Halford de Judas Priest, en directo, luciendo cuero y tachuelas.

Metalero es el término usado comúnmente para referirse a las personas pertenecientes a la subcultura generada por la música heavy metal. De forma más específica, los metaleros son aquellas personas seguidoras o fanáticas del metal en todas sus tendencias, como son thrash metal, death metal, speed metal, doom metal, black metal, grindcore, power metal, folk metal, viking metal entre otras.
Si bien el heavy metal tiene su origen a finales de los sesenta, el movimiento cultural metalero con sus características actuales comenzó a gestarse a finales de los setenta y principios de los ochenta, con la nueva ola del heavy metal británico (NWOBHM), cuando el movimiento punk todavía dominaba la escena musical subterránea en Gran Bretaña. A partir de entonces el metal se extendió por todo el mundo y se diversificó tanto musical como culturalmente.
A los metaleros también se les conoce como heavies («pesados»), metalheads («cabezas de metal») o headbangers («agitadores de cabeza»), en alusión a la imagen típica del metalero con cabello largo que mueve su cabeza al ritmo de la música. Metalier, metálico y heavy-rocker suelen ser denominaciones menos usuales.
Es importante señalar que el metal no es una identidad cultural uniforme, sino que agrupa diversos estilos y tendencias no siempre acordes entre sí. Hasta el momento no existe ninguna definición acreditada de cómo debe ser y actuar un metalero genuino ni de las cosas que debe creer para ser considerado como tal.

## Características culturales

### Idiosincrasia y religión
Debido a la presencia de diferentes movimientos, subgéneros y estilos dentro del metal, es difícil definir los gustos, actitudes y creencias de un metalero. Si bien hay aficionados que escuchan cualquier subgénero y no se identifican con ninguno en especial, los hay quienes se toman alguno en particular con toda seriedad, incluso hasta llegar al fundamentalismo y a la violencia. Es el caso del black metal, cuyos seguidores más extremistas identifican su música con un anticristianismo militante que busca exterminar el mundo cristiano por cualquier medio.  No obstante, existen metaleros aficionados al ocultismo, paganismo y satanismo que suelen estar en contra de la violencia innecesaria y que no son afines a la discriminación. El ateísmo y el agnosticismo encuentran en el metal muchos partidarios, aunque existen corrientes metaleras cristianas bien definidas, con base en el Nacionalismo Católico.

### Visiones políticas y sociales
Las ideologías políticas son fuente de inspiración, es común encontrar metaleros con visiones del mundo nihilistas e individualistas, pero también los hay quienes se sienten atraídos por diferentes ideales sociales y utopías. En el thrash metal, por ejemplo, es común observar la influencia contestataria del punk, reflejada tanto en su sonido como en sus letras, muchas de ellas abiertamente anticapitalistas. Una pequeña pero significativa fracción de blackmetaleros, sobre todo en Europa, se siente identificada con el nazismo y con otras visiones político-religiosas racistas, mientras otros suelen estar a favor de la multiculturalidad y la no discriminación. No obstante, hay metaleros que no se sienten identificados con ninguna corriente política o que suelen construir sus propias ideas de manera independiente, criticando el borreguismo de cualquier índole.[cita requerida]

### Guerra de estilos musicales
La cuestión musical también genera desacuerdos importantes. Muchos definen tal o cual sonido como metal verdadero y acusan a otros subgéneros de ser falso metal o producto deliberado de la industria cultural. En la década de los ochenta era frecuente, por ejemplo, que los thrashers acusaran a los glamers de ser posers y a su música e imagen de ser un producto comercial para las masas. En el death metal y en el black metal es común que muchos defiendan un sonido primitivo y crudo frente al sonido más melódico y refinado del metal extremo más comercial. Los fanes del power metal, por su parte, le dan mucha importancia a las melodías, así como a la velocidad y la técnica instrumental. Quizá como en ningún otro género musical, los metaleros se caracterizan por ser muy exigentes y críticos con el trabajo artístico de las bandas. A mediados de los noventa comenzó a difundirse el apelativo de metalero de la vieja escuela para designar a aquellos que eran fieles a las raíces del metal y que estaban en contra de subgéneros más comerciales y prefabricados.[cita requerida]

## Autenticidad y crítica de la pose
Los metaleros suelen ser muy estrictos en cuanto a la autenticidad de su cultura, si bien no hay un acuerdo general sobre qué criterios son los que caracterizan al verdadero metalero. Los problemas más comunes a la hora de diferenciar al «auténtico metalero» del posero son: el tipo de subgénero que se escucha, la ideología, el comportamiento social, el atuendo y la pertenencia grupal. En términos estrictamente musicales, los metaleros han hecho una distinción entre lo que consideran true metal (metal verdadero) y el false metal (metal falso). La proliferación de bandas de metal más comerciales y la crisis que sufrió el género en los noventa a partir del éxito del grunge (y que orilló a muchas bandas a cambiar su sonido para adaptarse a las nuevas tendencias) motivó un intenso debate interno sobre lo que debería considerarse «auténtico metal» y lo que no. 
Los metaleros más duros enarbolaron el sonido de la vieja escuela y comenzaron a despreciar las mezclas con subgéneros considerados comerciales como el rap, el rock alternativo o la música electrónica. Fusiones controvertidas como el deathcore, el nu metal, el metalcore, el metal industrial, el metal alternativo y de vez en cuando el groove metal fueron criticados duramente, arguyendo que se traicionaba el verdadero espíritu del metal. Los defensores de estas nuevas corrientes alegaron que anteriormente el metal se había fusionado con el punk o con el rock progresivo y que no había razón para censurar estas incipientes mezclas con otros géneros.[cita requerida]

### Relación con otras subculturas

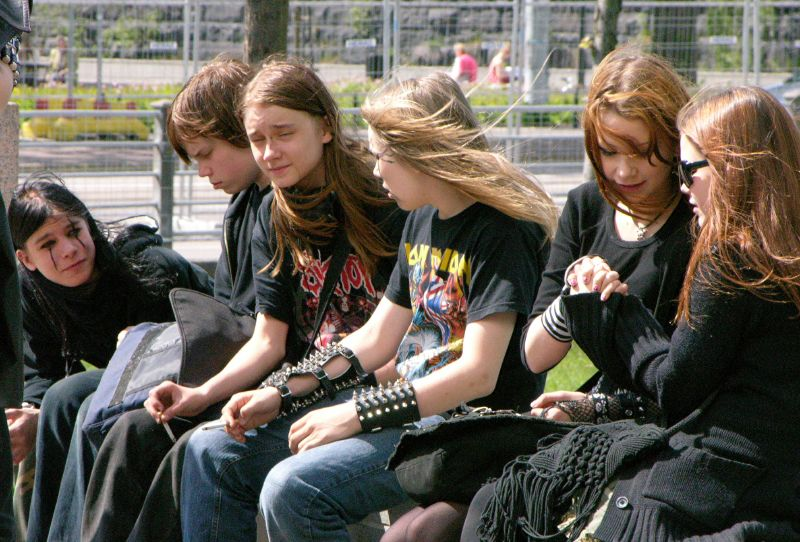
Metaleros jovenes

La relación de los metaleros con las diferentes tribus urbanas es compleja y depende en buena medida del metalero en particular y de sus propias opiniones y preferencias. En general los rockers (especialmente los fanes del hard rock) y metaleros han tenido siempre buena relación. En cambio, en los ochenta hubo algunos conflictos violentos entre punks y metaleros, si bien los motivos no están del todo claros, menos aún considerando que el punk fue una pieza clave en el desarrollo de la Nueva Ola del Metal Británico y del thrash metal, mientras que el hard rock primitivo supuso una influencia para el nacimiento el este. Actualmente el conflicto está superado y es común encontrar punks y metaleros en un mismo círculo social.[cita requerida]

## Discriminación y rechazo social
Las instituciones religiosas de algunos países, y ciertas sectas ultra cristianas han manifestado desde hace años (con fuerte intensidad en los años 80) una persecución contra el heavy metal, para disminuir su influencia en los jóvenes. Las acusaciones que se han vertido contra este movimiento juvenil, están que es una música que incita al sexo, a las drogas y a la violencia, generando así realmente (antes que el Black Metal) la mala imagen del género metalero. Esta persecución tuvo bastante importancia en EE. UU. con la administración de Ronald Reagan  quien durante todo su mandato llevó a cabo una política conservadora, contribuyó a que este acorralamiento contra el Heavy Metal fuera más intenso.
En mayo de 1985 se formó en EE.UU. la que ha sido una de las instituciones más famosas encargadas de hacer desaparecer al Heavy Metal de la sociedad, la Parents Music Resource Center (PMRC). La asociación fue creada por Tipper Gore, esposa del excandidato a la presidencia de EE.UU. y abanderado de la lucha contra el cambio climático, Al Gore, junto con otras esposas de importantes congresistas y senadores como Peatsy Hollings o Ethelann Stuckey, constituyendo el comité de las «17 esposas de Washington» con el fin de educar a los padres sobre «la tendencia cada vez mayor en la música hacia las letras que son sexualmente explícitas, excesivamente violentas o que glorifican el uso de drogas y alcohol» .
Entre las medidas que propuso la PMRC estaban: imprimir las letras de las canciones en las contraportadas de los discos, sustituir las portadas lascivas, supervisar los programas de radio y televisión, e incluso imponer un impuesto especial para aquellos discos que cumpliesen los requisitos, establecidos por la asociación, para considerarse peligrosos.
Pero la idea principal que llevaron a cabo fue llegar a un acuerdo con las compañías discográficas para la utilización de una etiqueta de aviso en la portada de los discos que contuvieran contenido ofensivo. Así nació la famosa pegatina «Parental Advisory». 
Casos como en los que se culpó a Judas Priest por el suicidio de dos jóvenes al escuchar los supuestos mensajes subliminales que contenía el tema «Better by you, Better than me» o en el que se juzgó a Ozzy Osbourne por ser culpable del suicidio de un adolescente, tras haber escuchado (según el relato de su padre) el tema de «Suicide Solution». Más tarde los juicios los ganarían los artistas, declarando que ellos solo se preocupaban por hacer música sin ser responsables de lo que su arte pudiese causar en algunas mentes enfermas, y probando ante los tribunales que el supuesto hecho de los mensajes subliminales era completamente falso.

### Polémica en el metal y quema de iglesias

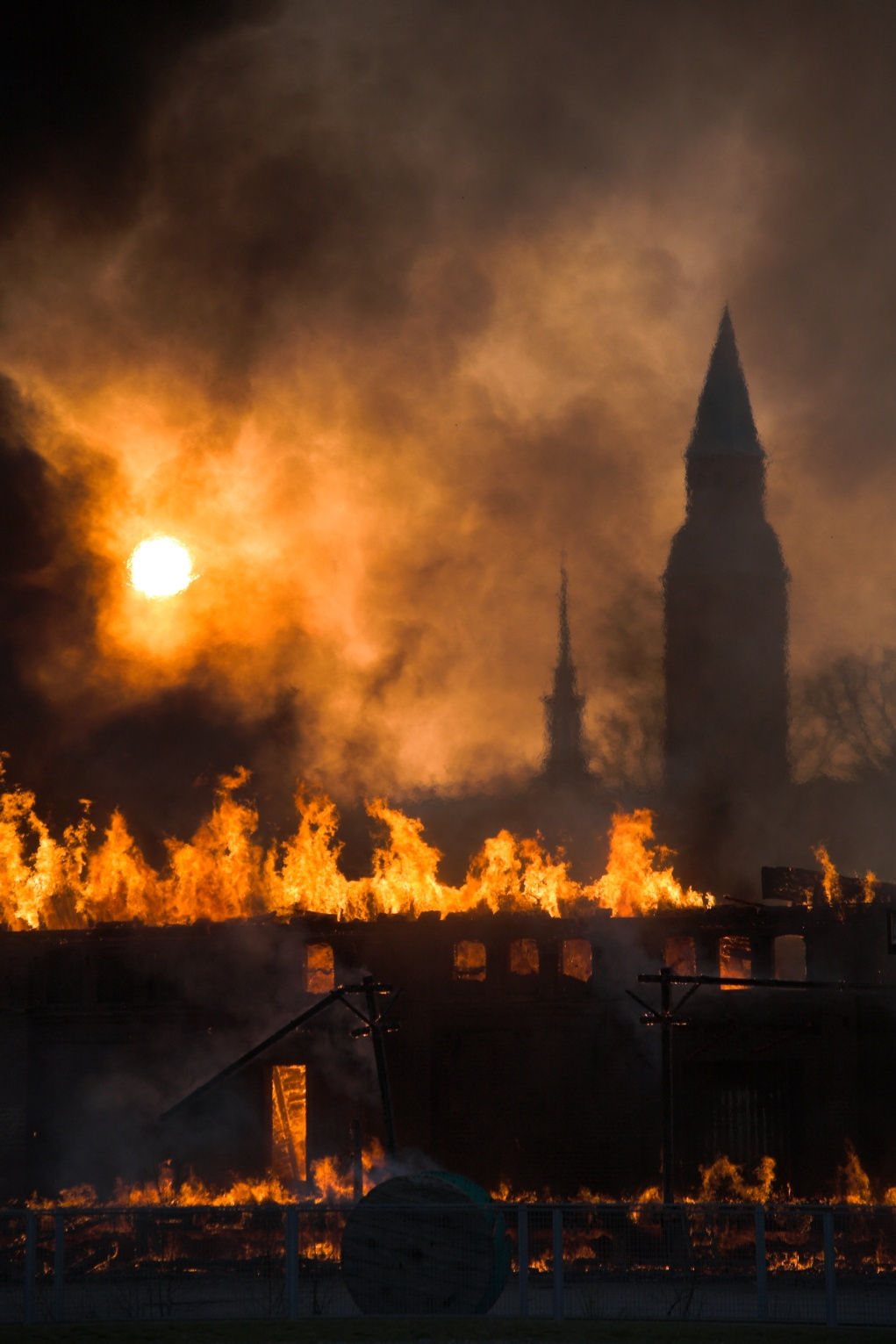
Makasiinit tulessa

En el inicio de los años 90 terminó de desarrollarse el subgénero que más polémica ha causado en el mundo del metal, la llamada  segunda ola de black metal, donde se registraron numerosos actos violentos. Músicos y fanes del black metal como Euronymous (Øystein Aarseth) causaron la quema de 52 iglesias cristianas y el intento de incendio de 13 iglesias, causando daños en un total de 65 templos en Noruega, también fueron profanadas más de 15 mil tumbas. Los condenados por la quema de iglesias no mostraron remordimiento y describieron sus acciones como una "represalia" simbólica contra el cristianismo en Noruega. El baterista de Mayhem, Hellhammer, dijo que había pedido ataques contra mezquitas y templos hindúes, sobre la base de que eran más extranjeros. Hoy en día, las opiniones sobre la quema de iglesias difieren dentro de la comunidad del black metal. Muchos músicos, cantantes y compositores de la primera escena del black metal noruego, como Infernus y Gaahl de Gorgoroth, continúan elogiando los incendios de iglesias, y este último dice "debería haber más de ellos, y habrá más de ellos". Otros, como Necrobutcher y Kjetil Manheim de Mayhem y Abbath of Immortal, consideran que los incendios de iglesias fueron inútiles. Manheim afirmó que muchos incendios provocados fueron "solo personas que intentaban ganar aceptación" dentro de la escena del black metal. El vocalista de Watain, Erik Danielsson, respetó los ataques, pero dijo de los responsables: "el único cristianismo que derrotaron fue la última pieza de cristianismo dentro de ellos mismos. Que es un muy buen comienzo, por supuesto."
Pese a los sucesos violentos, y sin dejar a un lado la rebeldía, también podemos mencionar casos en los que se rechaza totalmente la violencia. Como es el ejemplo de la banda española llamada Bruque formada por su fallecido bajista Pedro Bruque,  y su tema más conocido: «El heavy no es violencia». Tema que expresa un ansia por eliminar los clichés negativos dentro de el heavy metal. Aquí una estrofa: «Nuestra movida es la solución / para acabar con la marginación / Todos unidos lo podremos conseguir / la violencia en el Heavy no debe existir».

#### Sucesos posteriores
En 2019 según informo New Zealand Herald, el batería de los grupos de death metal IGNI, OBLIVIUM y SECULARITY, Jacob Lowenstein, de 28 años, ha sido acusado de incendiar dos iglesias mormonas en Nueva Zelanda. Ambas iglesias sufrieron importantes daños: en la de Upper Riccarton quedó dañado un edificio utilizado como centro de estudios y la de Greymouth se incendió por completo.

## Aspectos sociales
En lugar de un baile típico, los fanes del metal suelen practicar el mosh. También suelen mover la cabeza de arriba a abajo con la música mientras hacen el ya famoso símbolo metalero «la corna» o mano cornuta. Suele llamarse también el maloik o el puño de metal (the metal fist). Se cree que fue Ronnie James Dio el primero en darle importancia a este atributo, hasta el punto de convertirse en una tradición popular dentro de la cultura metalera. Este símbolo, socialmente visto por otras tribus urbanas y las personas en general, muchas veces lo asocian como un símbolo que hacer referencia al diablo, pero en realidad - según las propias palabras de Ronnie Dio - es un gesto que hacía su abuela cuando él era pequeño para ahuyentar a los malos espíritus, aunque algunos lo usen como referencia hacia el diablo.

## Estética

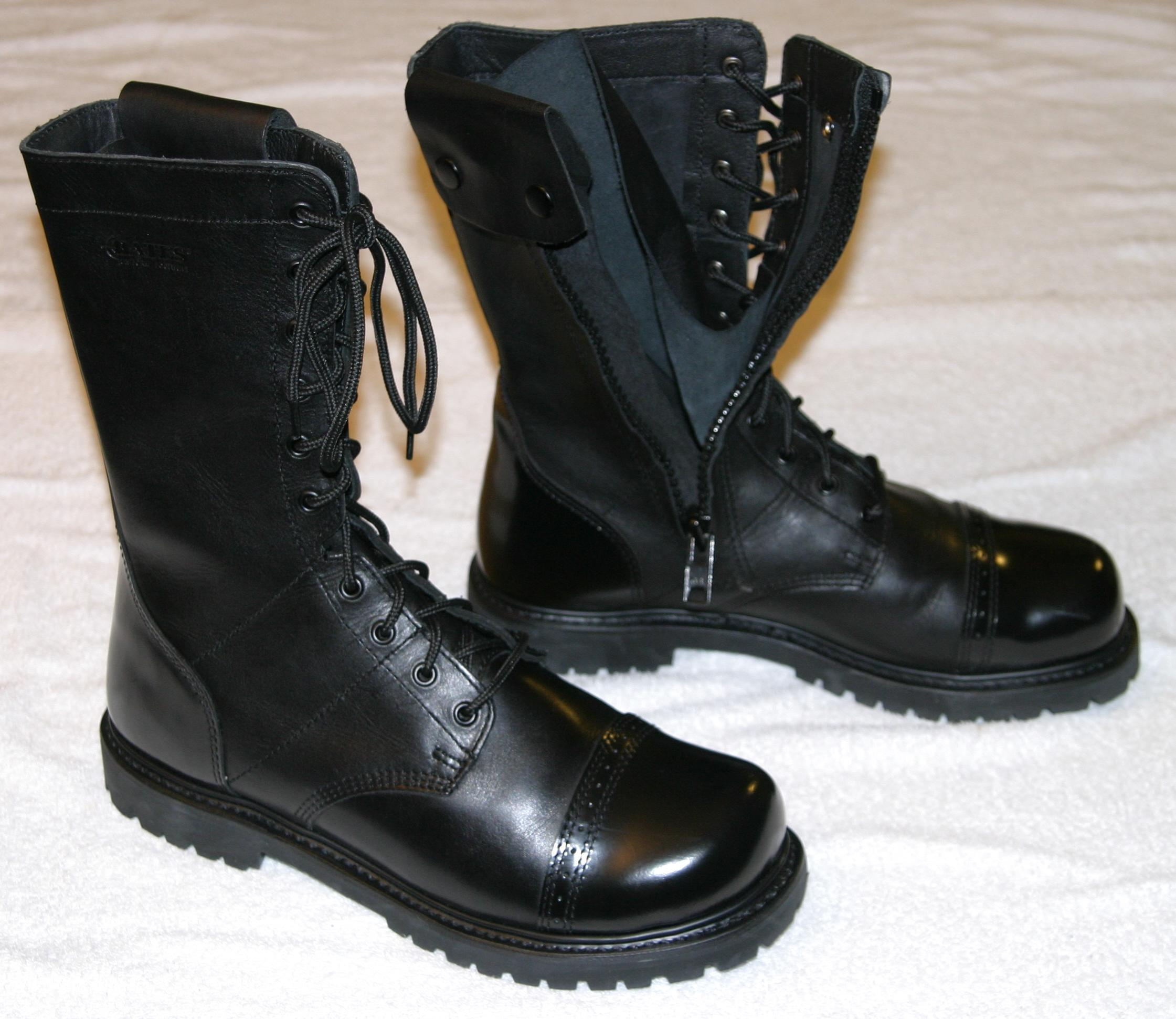
Botas militares.

### Atuendos
La indumentaria metalera ha variado con el tiempo, y actualmente depende en buena medida del subgénero que se escuche. Originalmente los fanáticos del metal vestían jeans, tenis, chaquetas de jean y playera negra estampada con la imagen de las bandas. Este atuendo ha perdurado hasta hoy, aunque con algunas variantes. En sus inicios, las bandas que oscilaban entre el hard rock y heavy metal como Deep Purple, Led Zeppelin y Black Sabbath solían vestirse con atuendos que tenían elementos comunes con el rock setentero, del cual se heredó sobre todo el cabello largo. Sin embargo, fue la banda Judas Priest la que, fijándose en los motociclistas rebeldes, aportó las chaquetas, las botas negras, los pantalones y los accesorios de cuero negro y las tachas, todo lo cual se convirtió en la vestimenta típica de los metaleros. Las bandas de thrash metal impusieron los cinturones de balas, aunque es bien sabido que fue la banda Motörhead quien inició esta tendencia. Los fanes del glam metal, por su parte, solían imitar a sus artistas maquillándose y estilizándose el cabello. 
Posteriormente, el black metal importó el corpse paint. Algunos metaleros suelen adoptar el estilo dark y gótico en su vestuario, aunque esto generó la crítica de los metaleros más ortodoxos, llegando a causar incluso agresiones violentas. Los motivos celtas y vikingos también tienen su influencia. Los fanáticos del power metal suelen agregar en algunas ocasiones elementos medievales en su forma de vestir. 

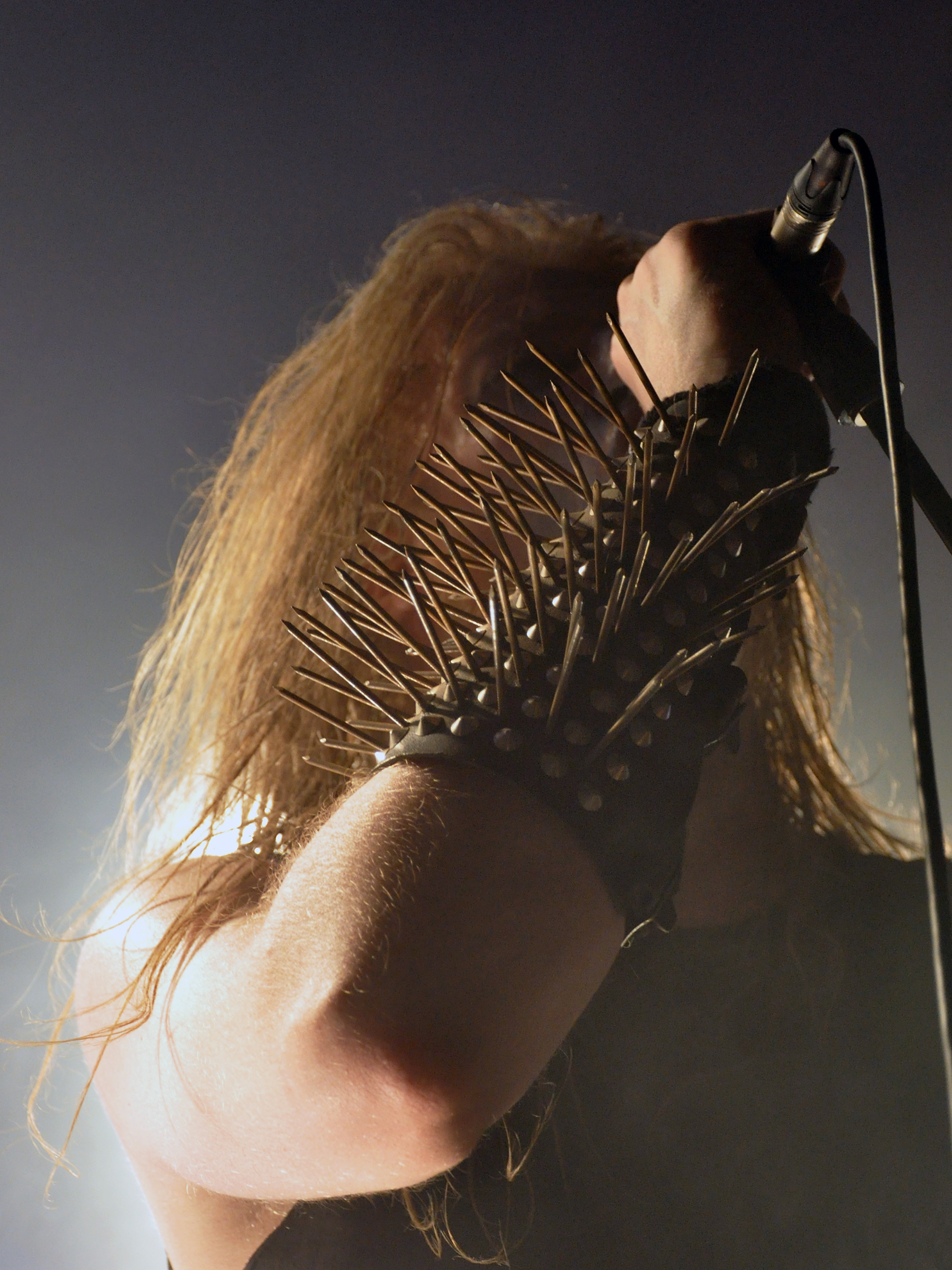
Brazalete metalero.

Los accesorios son parte importante de la indumentaria metalera. Son usuales los dijes con pentáculos, calaveras, cruces invertidas o símbolos paganos. Los pines y los parches con los logos de las bandas, también. Es común que muchos lleven muñequeras de cuero, anillos y pulseras de metal. Los piercings también son comunes. Son muchos los metaleros que llevan tatuajes y que practican la modificación corporal. En cuanto al calzado, los tenis deportivos, zapatos o botines converse, los zapatos tipo choclo y las botas texanas o borcegos son las opciones más comunes.

### Vestimenta femenina

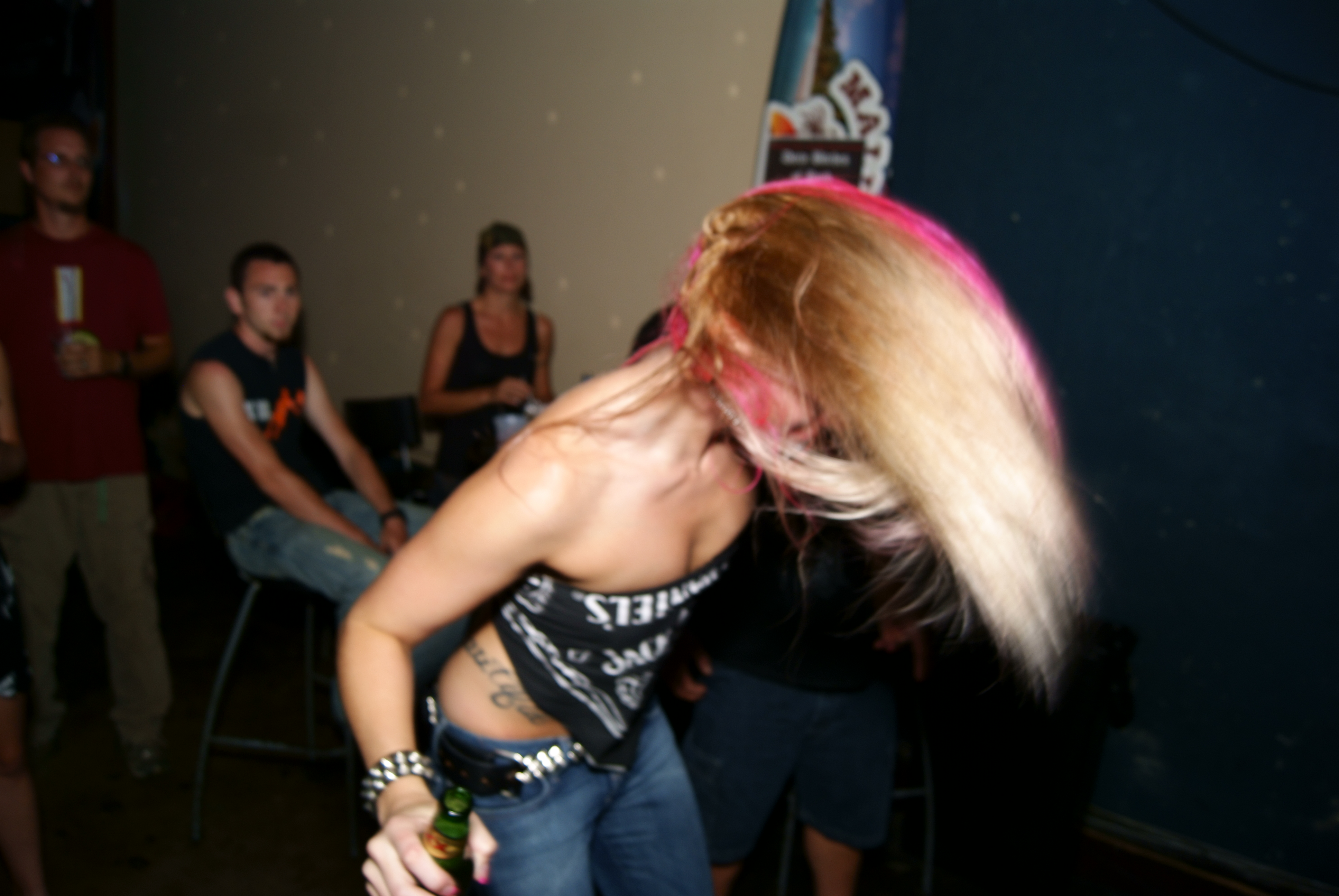
La vestimenta para las «metaleras» es una versión adaptada a la fisionomía femenina de la ropa masculina.

La vestimenta para las «metaleras» es una versión adaptada a la fisionomía femenina de la ropa masculina, usando principalmente color negro, pantalones de jean, cinturones anchos con remaches, muñequeras, botas, etc. El maquillaje monocromático del gótico es relativamente popular entre las metaleras, y su uso es opcional. Los accesorios son similares a los de los varones.
En reconocimiento de que el número de fanáticas del heavy metal ha aumentado considerablemente, muchas bandas, especialmente las más conocidas, han comenzado a confeccionar versiones femeninas de sus prendas, o en algunos casos diseños específicamente para el mercado femenino. Las faldas son normalmente negras (a veces de cuero).

### Peinados
El peinado más popular asociado con el metal es el cabello largo natural para poder experimentar el headbanging.
Otras tendencias:
- El pelo extremadamente largo y rizado utilizado comúnmente entre los fanáticos del power metal para dar una imagen de guerrero medieval.
- Negro (teñido), es más común en las mujeres y entre los fanáticos del gothic metal.
- Calvicie o cabello corto: Ejemplo de ello son los vocalistas Daniel Heiman de Lost Horizon, Corey Taylor de Slipknot, Michael Kiske de Helloween, David Draiman de Disturbed Roy Khan de Kamelot, Rob Halford de Judas Priest, Phil Anselmo de Pantera, David Draiman de Disturbed, Ralf Scheepers de Primal Fear, Bruce Dickinson de Iron Maiden, James Hetfield y Lars Ulrich de Metallica, Daniel "Fuchs" Täumel de Die Apokalyptischen Reiter, Sigurd Wongraven de Satyricon, Ihsahn de Emperor, Randy Blythe de Lamb of God, Till Lindemann de Rammstein, y guitarristas como Scott Ian de Anthrax, Kerry King de Slayer, Jack Owen de Deicide, Richard Kruspe de Rammstein, Chino Moreno de Deftones  Dave Suzuki de Vital Remains, Galder de Dimmu Borgir, Jordan Rudess de Dream Theater, John Gallagher de Dying Fetus, Joakim Brodén de Sabaton y otros.
- Los mullets son utilizados por algunos músicos y fanes de heavy metal de los 80 y se caracteriza por el pelo corto el la parte superior y largo hacia atrás. Ejemplos de ello son Adrian Smith guitarrista de Iron Maiden, Jason Newsted ex bajista de Metallica; James Hetfield y Lars Ulrich, de Metallica; Kai Hansen vocalista y guitarrista de Gamma Ray, quienes lucieron mullet un tiempo.

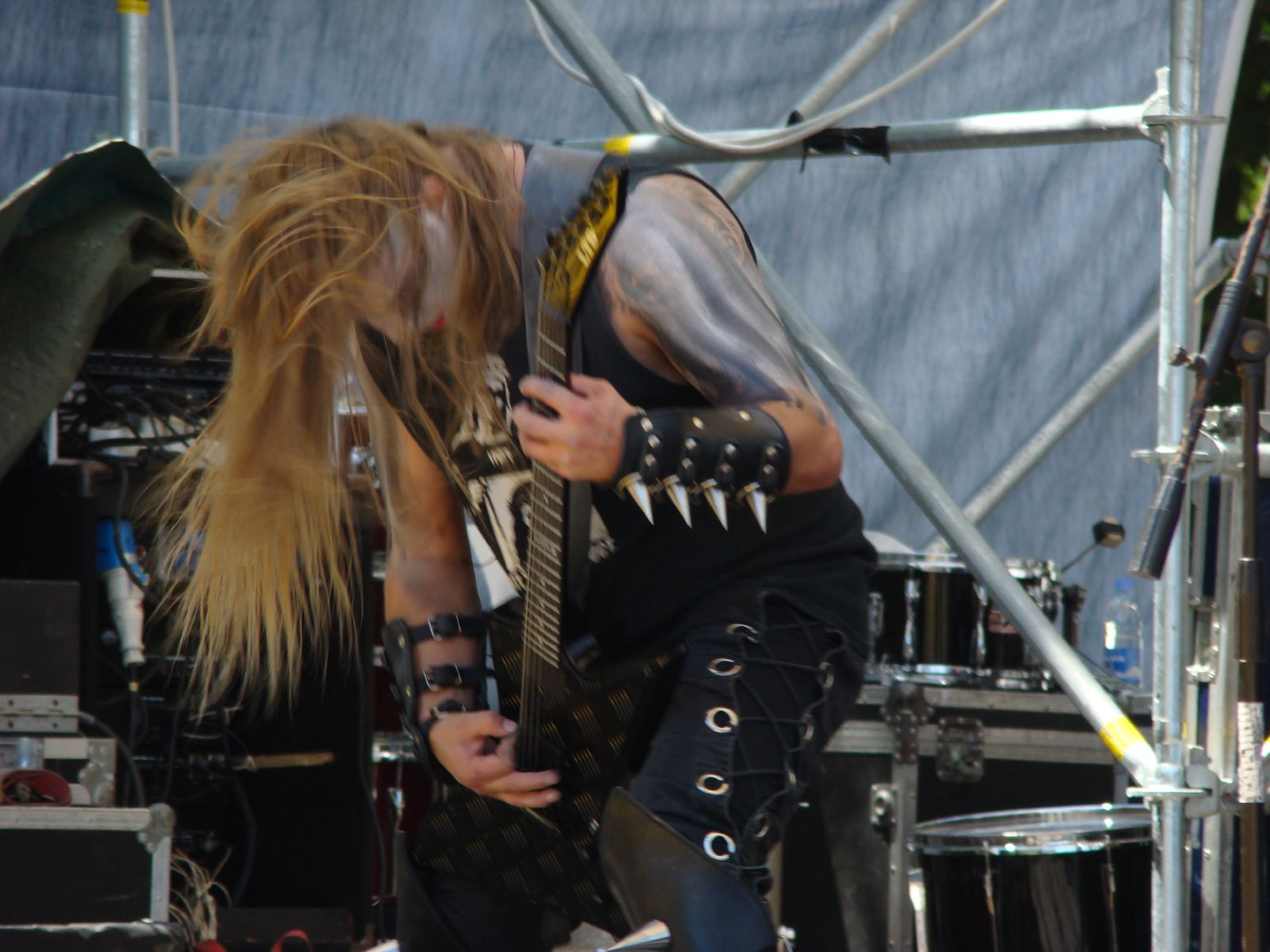
Headbanging.

- También es usual ver el cabello escarmenado en metaleros sleaze/glam, moda que surgió a mediados de los 80. Un ejemplo de esto son bandas como Mötley Crüe, Poison, Warrant, Vains of Jenna, Crashdïet o Dirty Penny.
- Se pueden ver en algunos el cabello largo con la técnica del grafilado, es común entre hombres y mujeres seguidores del género Heavy Metal
- También las rastas son muy utilizadas, especialmente a partir de los 90. Un ejemplo de ello es Max Cavalera, antiguo líder, vocalista y guitarrista de Sepultura. Otros ejemplos son Anders Fridén (cantante de la banda sueca In Flames), Brian Fair (de Shadows Fall), Jonathan Davis (de Korn), Chris Barnes (de Six Feet Under), Tomi Joutsen (de Amorphis), Chrigel Glanzmann (vocalista y flautista de Eluveitie), Jonne Järvelä (vocalista de Korpiklaani y Christian Machado (de Ill Niño).